# Tessa Violet

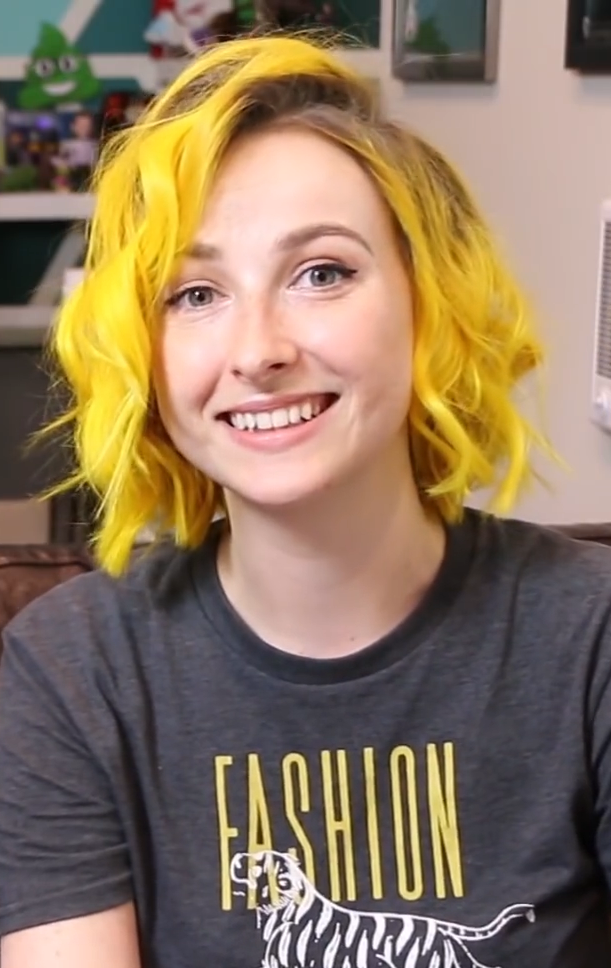
Tessa Violet im September 2018

Tessa Violet (* 20. März 1990 in Chicago, Illinois), auch bekannt als meekakitty, ist eine US-amerikanische Musikerin, Vloggerin und ehemaliges Model. Violet wuchs im US-Bundesstaat Oregon auf.
Bekannt wurde sie durch ihren im Juli 2006 gegründeten YouTube-Kanal, auf dem sie als „meekakitty“ durch ein Videotagebuch und von ihr produzierte Musikvideos zu einer der ersten Berühmtheiten der Plattform wurde. Anfang/Mitte der 2010er Jahre, als ihr Kanal bereits rund eine Million Abonnenten besaß, ließ ihr Erfolg deutlich nach, und auch die Veröffentlichung eigener Musik in den Jahren ab 2014 stieß nicht auf große Resonanz. Im Juni 2018 erlangte sie allerdings nach einer Änderung ihres Musikstils mit der Veröffentlichung der Single „Crush“ plötzlich als Musikerin die Aufmerksamkeit eines großen Publikums zurück. Das Lied wurde bereits mehr als 165 Millionen Mal auf YouTube und der Musikstreamingplattform Spotify abgespielt (Stand: Februar 2021).

## Werdegang
Mit der Produktion von Videos begann Violet 2007 in einem Schulprojekt. Anlässlich einer Reise nach Hongkong und Thailand, wo sie als Model arbeitete, startete sie ihr Videotagebuch. 2009 gewann sie 100.000 US-Dollar, als auf YouTube das am meisten kommentierte Video gesucht wurde. Unterstützt wurde sie von Ray William Johnson, der einen der bekanntesten YouTube-Kanäle betrieb und damals ein Mitbewohner von Violets Cousin war.
Nach der Highschool zog Violet 2009 zunächst nach New York. Von dort zog sie nach Los Angeles, wo sie mit Hilfe von Maker Studios in Musikvideos spielte oder selbst, welche leitete. So tauchte sie beispielsweise im September 2012 in dem Musikvideo Cray Button der Band Family Force 5 auf.
Zusammen mit anderen YouTube-Bloggern ging Violet Ende 2011 erstmals in Kanada und den Vereinigten Staaten auf Tournee.
Violet arbeitete in den Jahren um 2011 viel mit der kanadischen YouTuberin Shawna Howson zusammen. Gemeinsam nannten sie sich Nanakitty, was ein Kofferwort ihrer Kanalnamen Nanalew und Meekakitty ist. Ihre Videos luden sie meist entweder auf Howsons oder auf Violets YouTube-Kanal hoch. Ursprünglich wollten sie in eine gemeinsame Wohnstätte ziehen, doch sie bekamen beide kein Visum für den Staat der jeweils anderen. Große internationale Bekanntheit erlangten sie im Oktober 2011 durch ein Video-Cover des Songs Sail der US-amerikanischen Indierock-Band Awolnation, das sie gemeinsam produzierten und auf Howsons YouTube-Kanal veröffentlichten. Es wurde bereits über 380 Millionen Mal angesehen (Stand: November 2022), womit es ein Vielfaches der Aufrufe des originalen Musikvideos von Awolnation besitzt. Anfang 2012 waren sie gemeinsam auf Tour in den Vereinigten Staaten.

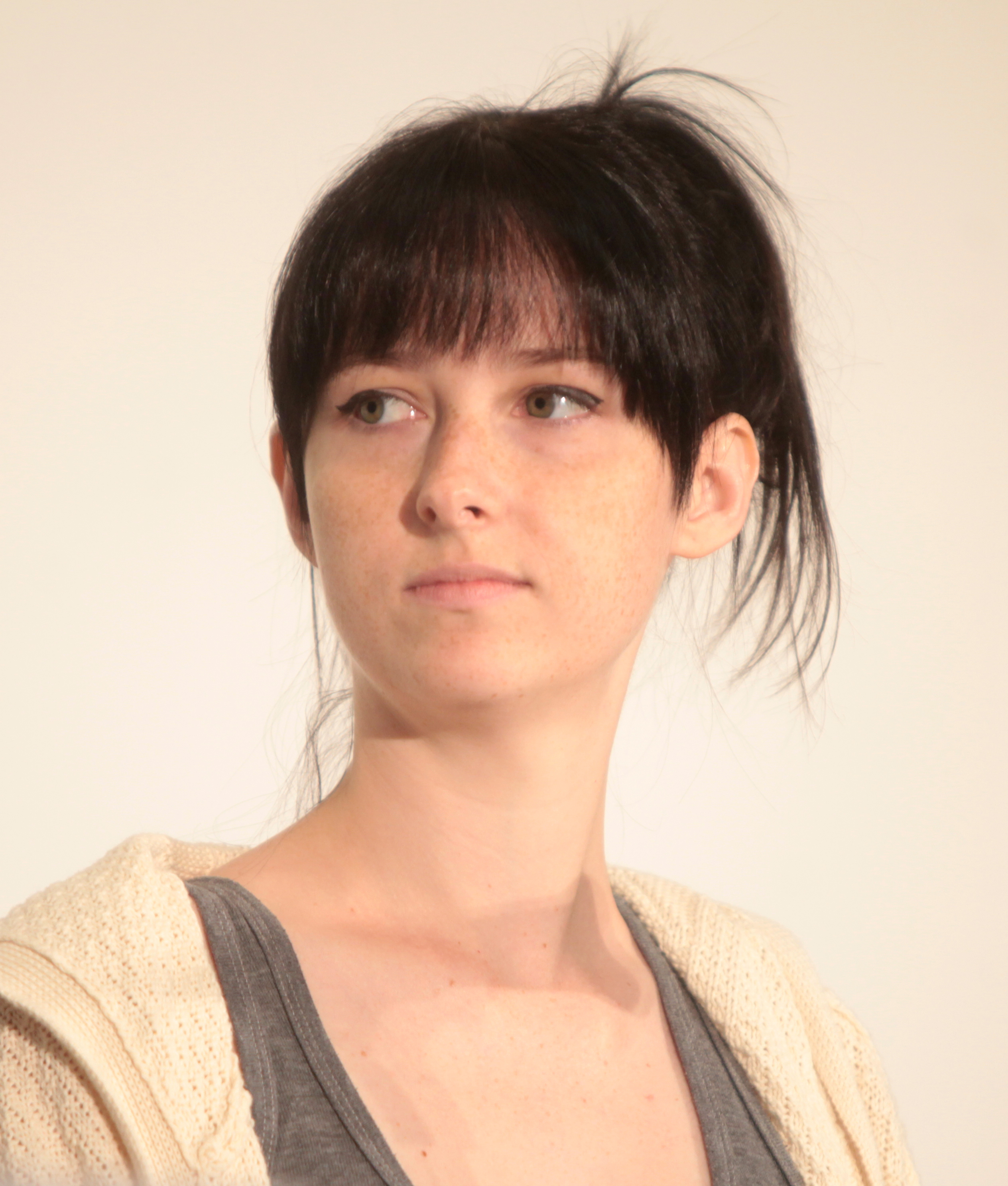
Tessa Violet bei der VidCon 2014

Am 18. März 2014 veröffentlichte sie ihr erstes Soloalbum Maybe Trapped Mostly Troubled.
Im Dezember 2014 schloss sie sich mit dem YouTube-Musiker Rusty Clanton zu der Band People You Know zusammen. Die beiden veröffentlichten im selben Monat ihr erstes gemeinsames Album You, Me and Christmas und tourten in der The Living Room Tour durch Wohnzimmer im Osten der Vereinigten Staaten. Im Juli 2015 absolvierten sie eine vergleichbare Tour mit dem Namen Return of the Living Room Tour für den Westen der Vereinigten Staaten.
Im Oktober 2016 veröffentlichte sie eine EP Halloway mit der einen Monat zuvor ausgekoppelten Single Dream. Sie unterstützte alle Songs mit Musikvideos auf ihrem Youtube-Kanal. Auch spielte sie eine Rolle im Film The Matchmaker.
Im Jahr 2018 kündigte sie Arbeiten an ihrem zweiten Album an, dessen Veröffentlichung im August des Jahres angepeilt wurde. Als erste Single wurde Crush im Juni 2018 veröffentlicht. Kurz darauf wurde der Veröffentlichungsplan geändert und es folgten weitere Single-Veröffentlichungen mit Bad Ideas im November des Jahres und I Like (the idea of) You im Mai 2019. Im Juli 2019 wurde Bad Ideas Act One EP als EP veröffentlicht, die Remixes der zuvor veröffentlichten Singles enthielt. Im Oktober 2019 wurde das Album Bad Ideas mit 11 Songs veröffentlicht, unter anderem mit der im September veröffentlichten Single Games. In den Liedern verarbeitete sie eine zurückliegende Trennung. Um die Veröffentlichung zu unterstützen, begab sie sich auf US-Tour mit AJR und anschließend auf ihre erste eigenständige Europa-Tour.
Violet lebte und arbeitete lange in Nashville im US-Bundesstaat Tennessee. Später zog sie nach Los Angeles, Kalifornien.

## Diskografie
Singles
- 2018: Crush (US: Gold)[11]